# سلطة (علم اجتماع)

السلطة هي الاستخدام الشرعي للقوة بطريقة مقبولة اجتماعيًا، وهي القوة الشرعية التي يمارسها شخص أو مجموعة على الآخرين. ويعد عنصر الشرعية عنصرًا هامًا لفكرة السلطة وهو الوسيلة الأساسية التي تتمايز بها السلطة عن مفاهيم القوة الأخرى الأكثر عمومية. ويمكن فرض القوة قسرًا أو باستخدام العنف. وتعتمد السلطة في المقابل على قبول المرؤوسين منح الحق لمن فوقهم من رؤساء بإصدار الأوامر أو التوجيهات.

## أنواع السُلطات
السُلطة التقليدية: هي قوة تستمد شرعيتها عن طريق احترام الأنماط الثقافية الراسخة.
السلطة الكاريزمية: هي قوة تستمد شرعيتها من خلال القدرات الشخصية الخارقة للعادة والتي تُلهم الولاء والطاعة.
السلطة العقلانية القانونية: وتُعرف كذلك بالسلطة البيروقراطية وهي القوة التي تستمد شرعيتها من القواعد واللوائح المعمول بها مثل الحكومات.

## الأطفال والسمات الثلاث للسلطة
السلطة لها ثلاث سمات هي: الحالة، والمهارات المتخصصة أو المعرفة، والوضع الاجتماعي. وهي ترتبط بالأطفال بشكل خاص عندما يقتدون بآبائهم ومدرسيهم، وأظهرت الأبحاث أنه لدى الأطفال فكرة معقدة حول ماهية السلطة، حيث يضعون في اعتبارهم نوع القيادة وخصائص من يحمل السلطة وكذلك السياق الاجتماعي عند تقديم استنتاجات حول السلطة (ليوبا، 1991).
على الرغم من أن الأطفال يراعون هذه الأنواع الثلاثة من سمات السلطة، إلا أنهم يقيِّمون أولًا شرعية ممثل السلطة موضع السؤال باستخدام طبيعة الأوامر الصادرة عنه، على سبيل المثال، المعلمة اليي يرى الأطفال أنها ليس لديها قوة شرعية (ربما لأنها لا تستطيع إحكام سيطرتها على الفصل جيدًا) لن يطيعوها. وبالنسبة للوالدين، ينظر الطفل للوالدين اللذين يمتلكان السلطة ويتسمان بالدفء ومستوى عالٍ من السيطرة السلوكية ومستوى منخفض من السيطرة النفسية على أنهما يمتلكان سلطة شرعية، كما يعتقدون أنه من الواجب عليهم طاعتهما واستيعاب قيمهما (دارلينج، وكومسيل، ومارتينيز، 2008).

## ماكس ويبر والسلطة
عرف ماكس ويبر، في عمله في المجال الاجتماعي والنفسي، ثلاثة أنواع من السيطرة المشروعة ووضع تمييزًا بينها (ويستخدم في الألمانية المصطلحين 'السيطرة' أو 'الحكم' كأحد أنواع السلطة لأن السيطرة لا يُنظر إليها باعتبارها مفهومًا سياسيًا في المقام الأول. ويعرف ويبر السيطرة (السلطة) على أنها الفرصة المتاحة للقادة حتى تخضع لهم مجموعة معينة من الناس، والسلطة الشرعية هي تلك التي يرى الحاكم والمحكوم أنها مشروعة ومبررة.
يقسم ويبر السلطة الشرعية إلى ثلاثة أنواع هي:
- النوع الأول الذي شرحه ويبر هو السلطة العقلية القانونية. وهي هذا النوع من السلطة الذي يعتمد على شرعية القواعد الرسمية والقوانين المعمول بها في الدولة وعادة ما تكون شديدة التعقيد، كما تكون قوة السلطة العقلية القانونية منصوصًا عليها في الدستور. تعتمد المجتمعات الحديثة على السلطة القانونية العقلية، والمسئولون الحكوميون هم أفضل مثال على ذلك النوع من السلطة، وهو سائد في جميع أرجاء العالم.
- النوع الثاني من السلطة وهو السلطة التقليدية, وهي مستمدة من العادات والتقاليد الراسخة والهياكل الاجتماعية. وعند تداول القوة من جيل لآخر، فإن هذا يطلق عليه السلطة التقليدية، والحق في توريث الملوك للحكم مثال واضح على ذلك، كما أن أسرة تيودور في إنجلترا وأسر ميوار الحاكمة في راجستان (الهند) أمثلة للسلطة التقليدية.
- النوع الثالث من السلطة السلطة الكاريزماتية. وهنا تلعب شخصية الفرد أو القائد دورًا هامًا، فالسلطة الكاريزماتية هي السلطة المستمدة من «الموهبة» أو عندما يدعي القائد أنه يستمد سلطته من «قوة عليا» (مثال: قوانين أو حقوق إلهية أو طبيعية) أو «إلهام» يفوق صلاحية السلطة التقليدية والسلطة العقلية القانونية ويقبل التابعون ذلك ومستعدون لاتباع هذه السلطة العليا الملهمة حتى الآن، ومن أمثلة هذه السلطة ن. ت. راما راو ساحر الناس ومعبودهم والذي أصبح أحد أقوى رؤساء الوزراء في ولاية أندرا براديش.

شهد التاريخ العديد من الحركات الاجتماعية أو الثورات، التي قامت ضد نظم السلطة التقليدية أو السلطة القاونية العقلية والتي عادة ما تبدأ بسلطات كاريزماتية. ويقول ويبر بأن ما يميز السلطة عن القسر والإجبار والقوة من جانب والقيادة والإقناع والتأثير من جانب آخر هو الشرعية، ويرى أن الملوك يشعرون بأن من حقهم إصدار الأوامر وعلى المرؤوسين الالتزام بالطاعة. يوافق علماء الاجتماع على أن السلطة ليست سوى مصدر من عدة مصادر متاحة لأصحاب المناصب الرسمية. على سبيل المثال، يعتمد رئيس الدولة على تداخل مماثل للسلطة، ولا يجب أن يعترف المواطنون فقط بشرعيته لكن من يتحكمون في الموارد القيِّمة الأخرى: أي الموظفون التابعون له مباشرة ومجلس وزرائه والقادة العسكريون وعلى المدى الطويل، والأجهزة الإدارية السياسية في المجتمع بأسره،
ن
يمكن أن توجد السلطة بشكل صريح أو ضمني، (2) تستخدم الهيئات العامة التي تتصرف علانية نفس وسائل منح السلطة لعملائهم مع غيرهم من الأطراف الأخرى، (3) تصف السلطة الواضحة ما يحدث عندما يفرض مبدأ ما قيودًا على عميل لا يعرفه الطرف الثالث، (4)القيود المفروضة على عملاء الحكومة تتم دون شروط من خلال القوانين واللوائح، (5) كل فرد بما في ذلك المتعاقدون يجب عليهم معرفة القوانين والأنظمة المعمول بها في حكومتنا، وبالتالي فإن (6) مفهوم «السلطة الواضحة» يكون في الغالب غير ملائم عند التعامل مع الحكومة طالما أن قيود التقديم للمحاكمة المفروضة على سلطة العميل تعد معروفة للطرف الثالث وتحطم أي مظهر من مظاهر السلطة. (14)
وحاليًا تم تناول مفهوم السلطة على أنه مبدأ استرشادي عند تصميم التفاعل بين الإنسان والآلة.

## وصلات خارجية
- http://www.swarthmore.edu/SocSci/rbannis1/AmCult/H47%236.html
- http://www.soci.canterbury.ac.nz/resources/glossary/authorit.shtml